# 挾間町田代
挾間町田代（はさままちたしろ）とは、大分県由布市内の大字。郵便番号は879-5519。

## 地理
由布市の北東部、大分川支流の由布川および石城川流域に位置する。大部分は山林となっている。
挾間町赤野、挾間町朴木、挾間町内成、別府市内成と接する。

## 歴史
- 1954年10月1日 - 大分郡挾間村・谷村・石城川村・由布川村が合併し、挾間村が成立。（大分郡挾間村）
- 1955年4月1日 - 町制施行し、挾間町となる。（大分郡挾間町大字田代）
- 2005年10月1日 - 挾間町・庄内町・湯布院町で新設合併、市政施行で由布市が成立。大字表記および、小字、番地の「の」が廃止される。（由布市挾間町田代）[3]。

## 小・中学校の学区
市立小・中学校に通う場合、学区は以下の通りとなる。
| 町名       | 小学校               | 中学校             |
| ---------- | -------------------- | ------------------ |
| 挾間町田代 | 由布市立石城川小学校 | 由布市立挾間中学校 |

## 交通

### バス
由布市が運営するコミュニティバスが運行している。

## 施設
- 挾間温泉